# El Cabildo, Mexiko
El Cabildo är en ort i Mexiko.   Den ligger i kommunen Las Rosas och delstaten Chiapas, i den sydöstra delen av landet, 800 km öster om huvudstaden Mexico City. El Cabildo ligger 1 973 meter över havet och antalet invånare är 150.
Terrängen runt El Cabildo är bergig. Runt El Cabildo är det ganska glesbefolkat, med 35 invånare per kvadratkilometer. Närmaste större samhälle är Socoltenango, 12,2 km söder om El Cabildo. I omgivningarna runt El Cabildo växer huvudsakligen savannskog.